# Kōdai Watanabe
Kōdai Watanabe (japanisch 渡辺 広大 Watanabe Kōdai; * 4. Dezember 1986 in der Präfektur Chiba) ist ein japanischer Fußballspieler.

## Karriere
Watanabe erlernte das Fußballspielen in der Schulmannschaft der Funabashi High School. Seinen ersten Vertrag unterschrieb er 2005 bei Vegalta Sendai. Der Verein spielte in der zweithöchsten Liga des Landes, der J2 League. 2009 wurde er mit dem Verein Meister der J2 League und stieg in die J1 League auf. 2012 wurde er mit dem Verein Vizemeister der J1 League. Für den Verein absolvierte er 170 Ligaspiele. 2015 wechselte er zum Ligakonkurrenten Montedio Yamagata. Am Ende der Saison 2015 stieg der Verein in die J2 League ab. Für den Verein absolvierte er 52 Ligaspiele. 2017 wechselte er zum Ligakonkurrenten Renofa Yamaguchi FC. Für den Verein absolvierte er 61 Ligaspiele. 2019 wechselte er zum Drittligisten Thespakusatsu Gunma. 2019 wurde er mit dem Verein Vizemeister der J3 League und stieg in die J2 League auf.

## Erfolge
Vegalta Sendai
- J1 League

Vizemeister: 2012